# Ministerul Mediului (Republica Moldova)
Ministerul Mediului este organ de specialitate al administrației publice centrale, cu personalitate juridică, în subordinea Guvernului Republicii Moldova.

## Obiective
- Îmbunătățirea sistemului de gestionare a deșeurilor în scopul reducerii cantității si a impactului acestora, inclusiv prin crearea infrastructurii de depozitare si de prelucrare a deșeurilor.
- Prevenirea si reducerea degradării resurselor naturale si eficientizarea utilizării acestora, cu accent special asupra masurilor de prevenire a eroziunii solurilor.
- Managementul, depozitarea controlata si distrugerea substanțelor chimice toxice si a poluanților organici persistenți.
- Extinderea rețelei de aprovizionare cu apa si canalizare, inclusiv prin încurajarea creării unor sisteme descentralizate acolo unde aprovizionarea centralizata este exagerat de costisitoare.
- Eficientizarea consumului de energie, promovarea energiei regenerabile si a producerii mai pure.
- Modernizarea si eficientizarea sistemului național de monitoring privind starea si evoluția condițiilor hidrometeorologice, inclusiv a hazardelor naturale si a calității mediului.
- Ridicarea gradului de împădurire, inclusiv prin împădurirea terenurilor agricole degradate, prin plantarea si regenerarea fâșiilor împădurite de protecție a terenurilor agricole, cu utilizarea oportunităților noi de finanțare a procesului de împădurire din contul creditelor de carbon.

## Istoric denumiri
Ministerul Mediului a fost înființat la 22 mai 1998. Ulterior, pe parcursul anilor, în urma restructurărilor din cadrul Guvernului RM, denumirea instituției s-a modificat de mai multe ori.
- Ministerul Mediului și Amenajării Teritoriului (1998–2001)
- Ministerul Ecologiei, Construcțiilor și Dezvoltării Teritoriului (2001–2004)
- Ministerul Ecologiei și Resurselor Naturale (2004–2009)
- Ministerul Mediului (2009–2017); (2021–prezent)

## Conducere
- Ministru – Sergiu Lazarencu
- Secretar general – Petru Tataru
- Secretar general adjunct – Irina Punga
- Secretari de stat – Grigore Stratulat, Aliona Rusnac și Gheorghe Hajder

## Lista miniștrilor
| №  | Nume (naștere–deces)          | Portret                                                                | Mandat             | Mandat             | Guvern                   |
| -- | ----------------------------- | ---------------------------------------------------------------------- | ------------------ | ------------------ | ------------------------ |
| 1  | Arcadie Capcelea (1956–)      |                                                                        | 22 mai 1998        | 5 septembrie 2000  | Ciubuc II Sturza Braghiș |
| 2  | Ion Răileanu (1948–)          |                                                                        | 5 septembrie 2000  | 19 aprilie 2001    | Braghiș                  |
| 3  | Gheorghe Duca (1952–)         | Flickr - Ion Chibzii - The president of Academy of Sciences of Moldova | 19 aprilie 2001    | 5 februarie 2004   | Tarlev I                 |
| 4  | Constantin Mihăilescu (1959–) |                                                                        | 19 martie 2004     | 27 februarie 2008  | Tarlev I–II              |
| 5  | Violeta Ivanov (1967–)        |                                                                        | 31 martie 2008     | 25 septembrie 2009 | Greceanîi I–II           |
| 6  | Gheorghe Șalaru (1961–)       | Gheorghe Salaru-IMG 3790                                               | 25 septembrie 2009 | 5 iunie 2014       | Filat I–II Leancă        |
| 7  | Valentina Țapiș (1963–)       |                                                                        | 6 iunie 2014       | 18 februarie 2015  | Leancă                   |
| 8  | Sergiu Palihovici (1971–)     |                                                                        | 18 februarie 2015  | 30 iulie 2015      | Gaburici                 |
| 9  | Valeriu Munteanu (1980–)      | Valeriu Munteanu portret                                               | 30 iulie 2015      | 30 mai 2017        | Streleț Filip            |
| 10 | Iuliana Cantaragiu (1975–)    |                                                                        | 6 august 2021      | 8 septembrie 2022  | Gavrilița                |
| 11 | Rodica Iordanov (1976–)       |                                                                        | 16 noiembrie 2022  | 13 martie 2024     | Gavrilița Recean         |
| 12 | Sergiu Lazarencu (1985–)      |                                                                        | din 14 martie 2024 |                    | Recean                   |